# Büren (Nidvaldo)

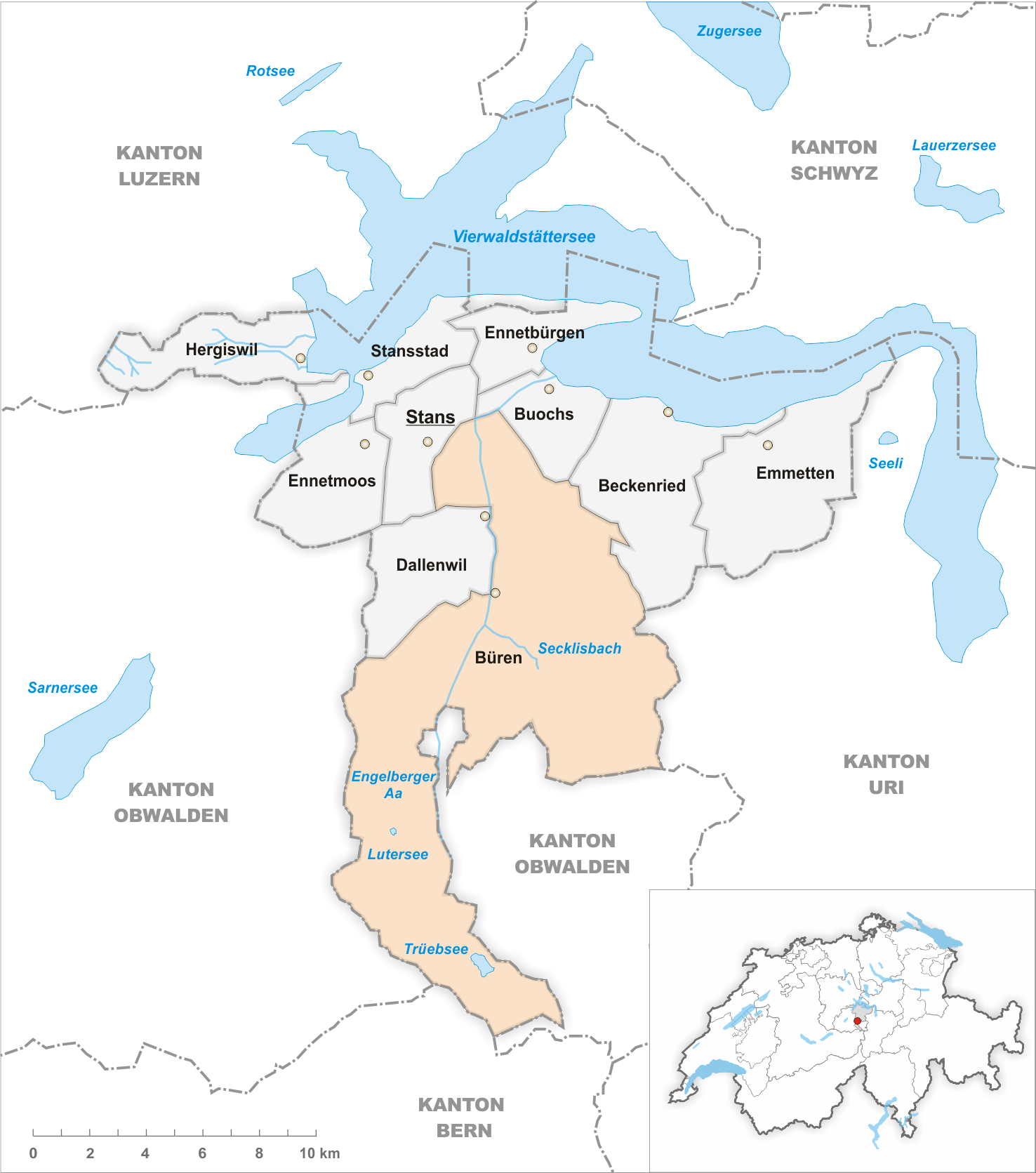
Il territorio di Büren prima delle istituzioni comunali del 1850

Büren è stata una comunità autonoma del Canton Nidvaldo (Ürte, affine al comune patriziale di altri cantoni). Attestata dal 1469, con l'istituzione dei comuni nidvaldesi nel 1850 è confluita in quello di Oberdorf come frazione di Büren (o Büren nid dem Bach), mentre la limitrofa Ürte di Büren ob dem Bach è entrata nel comune di Wolfenschiessen.